# Margarit i Margarita
Margarit i Margarita é um filme de drama búlgaro de 1989 dirigido e escrito por Nikolai Volev. Foi selecionado como representante da Bulgária à edição do Oscar 1990, organizada pela Academia de Artes e Ciências Cinematográficas.

## Elenco
- Irini Antonios Zampona - Margarita-Rita
- Hristo Shopov - Margarit
- Rashko Mladenov - Horografat Yuliyan
- Vassil Mihajlov - Nerizanov
- Veselin Vulkov - Bashtata na Margarit
- Iliya Raev - Direktorat na uchilishteto
- Tanya Shahova - Klasnata